# Anodonthyla theoi
Anodonthyla theoi Vences, Glaw, Köhler and Wollenberg, 2010 è una rana della famiglia Microhylidae, endemica del Madagascar.

## Descrizione
A. theoi è un microilide di piccole dimensioni: con i suoi 18–20 mm di lunghezza è tra le specie più piccole del genere Anodonthyla.
Il dorso è liscio, con una colorazione marmorizzata che va dal grigio al bruno, con piccole macchie nerastre, mentre la superficie ventrale è uniformemente grigiastra. Striature scure possono essere presenti sugli arti.

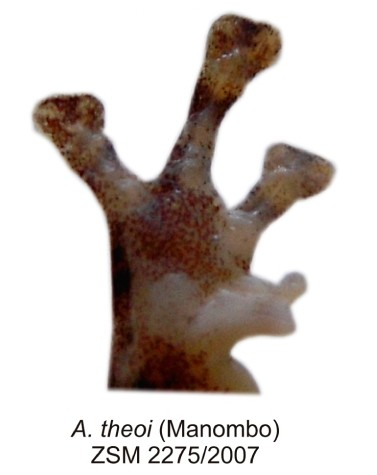
Dettaglio delle dita

La testa è in genere più scura del resto del corpo e attorno agli occhi è presente un netto contorno bruno-scuro. Una piccola macchia nera è presente al di sopra della regione timpanica, per il resto poco evidente.
 
Presenta un evidente sacco vocale nerastro (carattere condiviso con altre specie come A. nigrigularis e A. vallani).
 
Il terzo dito è nettamente più lungo del quarto; il prepollex è di medie dimensioni, parzialmente fuso con il primo dito, divergente all'estremità.

## Distribuzione e habitat
L'areale di questa specie è ristretto alla Riserva speciale di Manombo, un'area di foresta pluviale del Madagascar sud-orientale (provincia di Fianarantsoa).

## Biologia
È una specie arboricola.

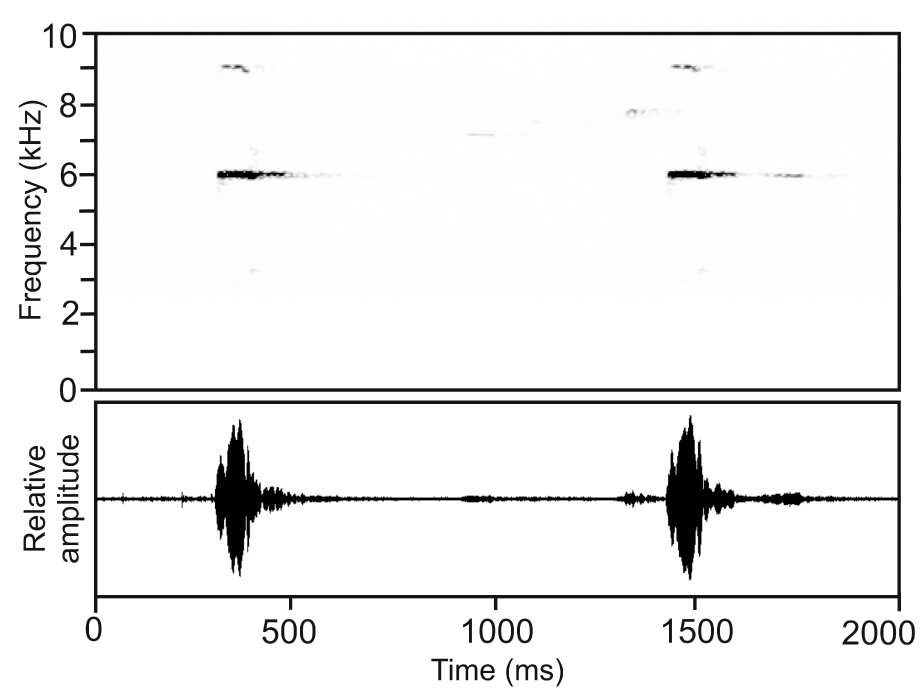
Spettrogramma e forma d'onda del richiamo di A. theoi

Il richiamo del maschio è caratterizzato da una bassa frequenza di ripetizione e dalla lunga durata delle note, caratteri condivisi con A. vallani, da cui la differenzia una maggiore frequenza spettrale.

Ogni nota dura 153-230 ms e viene ripetuta ad intervalli regolari di 880-1297 ms.